# Emma Lunder
Emma Lunder (ur. 2 września 1991 w North Vancouver) – kanadyjska biathlonistka, uczestniczka igrzysk olimpijskich i mistrzostw świata.
Po sezonie 2024/2025 postanowiła zakończyć sportową karierę.

## Osiągnięcia

### Zimowe igrzyska Olimpijskie
| Rok  | Miejscowość | Konkurencje | Konkurencje | Konkurencje | Konkurencje | Konkurencje | Konkurencje | Konkurencje |
| Rok  | Miejscowość | IN          | SP          | PU          | MS          | RL          | MR          | SR          |
| ---- | ----------- | ----------- | ----------- | ----------- | ----------- | ----------- | ----------- | ----------- |
| 2018 | Pjongczang  | 54.         | 54.         | 53.         | nd.         | 10.         | nd.         | nd.         |
| 2022 | Pekin       | 67.         | 32.         | 54.         | nd.         | 10.         | 14.         | nd.         |

### Mistrzostwa świata
| Rok  | Miejscowość        | Konkurencje | Konkurencje | Konkurencje | Konkurencje | Konkurencje | Konkurencje | Konkurencje |
| Rok  | Miejscowość        | IN          | SP          | PU          | MS          | RL          | MR          | SR          |
| ---- | ------------------ | ----------- | ----------- | ----------- | ----------- | ----------- | ----------- | ----------- |
| 2017 | Hochfilzen         | 64.         | 84.         | nd.         | nd.         | 16.         | nd.         | nd.         |
| 2019 | Östersund          | 26.         | 51.         | nd.         | nd.         | 14.         | nd.         | 15.         |
| 2020 | Antholz-Anterselva | 35.         | 35.         | 41.         | nd.         | 9.          | 14.         | 8.          |
| 2021 | Pokljuka           | 22.         | 42.         | 20.         | 17.         | 16.         | 8.          | 8.          |
| 2023 | Oberhof            | 25.         | 11.         | 30.         | 7.          | 11.         | 8.          | 13.         |
| 2024 | Nové Město         | 41.         | 69.         | nd.         | nd.         | 12.         | 13.         | 21.         |
| 2025 | Lenzerheide        | 54.         | 25.         | 27.         | nd.         | 20.         | 20.         | 18.         |

### Mistrzostwa świata juniorów
| Rok  | Miejscowość | Konkurencje | Konkurencje | Konkurencje | Konkurencje | Konkurencje | Konkurencje | Konkurencje |
| Rok  | Miejscowość | IN          | SP          | PU          | MS          | RL          | MR          | SR          |
| ---- | ----------- | ----------- | ----------- | ----------- | ----------- | ----------- | ----------- | ----------- |
| 2011 | Osrblie     | 52.         | 31.         | 38.         | nd.         | 8.          | nd.         | nd.         |
| 2012 | Kontiolahti | 47.         | 39.         | 44.         | nd.         | 14.         | nd.         | nd.         |

### Mistrzostwa Europy
| Rok  | Miejscowość          | Konkurencje | Konkurencje | Konkurencje | Konkurencje | Konkurencje | Konkurencje | Konkurencje |
| Rok  | Miejscowość          | IN          | SP          | PU          | MS          | RL          | MR          | SR          |
| ---- | -------------------- | ----------- | ----------- | ----------- | ----------- | ----------- | ----------- | ----------- |
| 2013 | Bansko               | 39.         | 42.         | nd.         | nd.         | 8.          | nd.         | nd.         |
| 2014 | Nové Město na Moravě | 38.         | 48.         | 39.         | nd.         | nd.         | nd.         | nd.         |
| 2015 | Otepää               | 47.         | 33.         | 28.         | nd.         | nd.         | nd.         | nd.         |

### Puchar Świata

#### Miejsca w klasyfikacji generalnej
| Sezon     | Miejsce |
| --------- | ------- |
| 2013/2014 | 91.     |
| 2014/2015 | -       |
| 2015/2016 | -       |
| 2016/2017 | 87.     |
| 2017/2018 | 65.     |
| 2018/2019 | 52.     |
| 2019/2020 | 34.     |
| 2020/2021 | 26.     |
| 2021/2022 | 57.     |
| 2022/2023 | 23.     |
| 2023/2024 | 51.     |
| 2024/2025 | 68.     |

#### Miejsca na podium
- Lunder nigdy nie stanęła na podium indywidualnych zawodów PŚ.